# Laura Škvorc
Laura Škvorc, slovenska nogometašica, * 7. november 1997.
Laura je za Slovenijo nastopila na kvalifikacijah za žensko svetovno prvenstvo v nogometu 2019.